# Halowe Mistrzostwa Europy w Łucznictwie 2004
9. Halowe Mistrzostwa Europy w Łucznictwie odbyły się w dniach 15 – 21 marca 2004 roku w Sassari we Włoszech.

## Reprezentacja Polski seniorów

### łuk klasyczny
- Agata Bulwa
- Jacek Kwaczyński
- Anna Łęcka
- Arkadiusz Ponikowski
- Agata Winiarska
- Konrad Wojtkowiak

### łuk bloczkowy
- Dariusz Gawryś
- Marcin Gołygowski
- Bogusław Piekarski

## Reprezentacja Polski juniorów

### łuk klasyczny
- Andrzej Ficoń
- Marcin Kłoda
- Karina Lipiarska
- Justyna Mierzwa
- Izabela Skopek
- Przemysław Sułek

## Medaliści

### Seniorzy

#### Strzelanie z łuku klasycznego
| Konkurencja:           | Złoto:                                                          | Srebro:                                                     | Brąz:                                                          |
| indywidualnie kobiet   | Anna Pucewa                                                     | Natalia Valeeva                                             | Jelena Dostaj                                                  |
| indywidualnie mężczyzn | Jocelyn de Grandis                                              | Michele Frangilli                                           | Bałżynim Cyrempiłow                                            |
| drużynowo kobiet       | Rosja · Anna Pucewa · Jelena Dostaj · Gerelma Erdynijewa        | Niemcy · Wiebke Nulle · Karina Winter · Susanne Possner     | Gruzja · Kristina Esebua · Chatuna Narimanidze · Olga Ladigina |
| drużynowo mężczyzn     | Ukraina · Ołeksandr Serdiuk · Ihor Parchomenko · Dmytro Hraczow | Włochy · Marco Galiazzo · Ilario Di Buò · Michele Frangilli | Rosja · Bałżynim Cyrempiłow · Andrej Abramow · Bułat Badmasłow |

#### Strzelanie z łuku bloczkowego
| Konkurencja:           | Złoto:                                                             | Srebro:                                                       | Brąz:                                                     |
| indywidualnie kobiet   | Sandrine Vandionant                                                | Ivana Buden                                                   | Nichola Simpson                                           |
| indywidualnie mężczyzn | Peter Elzinga                                                      | Stefano Mazzi                                                 | Chris White                                               |
| drużynowo kobiet       | Francja · Peggy Braem · Valérie Fabre · Sandrine Vandionant        | Belgia · Gladys Willems · Noella Verhoeven · Yolande Anris    | Włochy · Giorgia Solato · Assunta Atorino · Eugenia Salvi |
| drużynowo mężczyzn     | Włochy · Marco del Ministro · Vincenzo Ciampolillo · Stefano Mazzi | Francja · Dominique Genet · Jerome Delplace · Jean Marc Beaud | Holandia · Roel Wieser · Fred van Zutphen · Peter Elzinga |

### Juniorzy

#### Strzelanie z łuku klasycznego
| Konkurencja:           | Złoto:                                                     | Srebro:                                                       | Brąz:                                                         |
| indywidualnie kobiet   | Pia Carmen Lionetti                                        | Begül Löklüoğlu                                               | Baira Bazarowa                                                |
| indywidualnie mężczyzn | Cyren Cyrenżapow                                           | Ołeksandr Perkow                                              | Milan Andreas                                                 |
| drużynowo kobiet       | Rosja · Baira Bazarowa · Kira Andriewa · Erżena Badmajewa  | Włochy · Pia Carmen Lionetti · Jessica Tomasi · Elena Tonetta | Ukraina · Halyna Dobriewa · Natalia Lonska · Julia Rieznikowa |
| drużynowo mężczyzn     | Francja · Dimitri Varechon · Yohann Palermo · Henry Baudry | Rosja · Artur Lugdynow · Cyren Cyrenżapow · Artem Nedopekin   | Niemcy · Dennis Vennemann · Kai Muller · Bastian Neuwius      |

#### Strzelanie z łuku bloczkowego
| Konkurencja:           | Złoto:                                                     | Srebro:                                                  | Brąz:                                                             |
| indywidualnie kobiet   | Meta Kase                                                  | Claudia Benigni                                          | Sara Boberg                                                       |
| indywidualnie mężczyzn | Patrick Laursen                                            | Domagoj Bodlaj                                           | Niklas Willman                                                    |
| drużynowo mężczyzn     | Dania · Thomas Skovbaek · Patrick Laursen · Steen Gottlieb | Słowenia · Aleksander Osep · Gregor Jerin · Andraz Kuret | Włochy · Roberto Salvadori · Giovambattista Pisano · Pietro Greco |

## Klasyfikacja medalowa

### Seniorzy
| Lp. | Państwo         | Złoto | Srebro | Brąz | Razem |
| 1.  | Francja         | 3     | 1      | 0    | 4     |
| 2.  | Rosja           | 2     | 0      | 3    | 5     |
| 3.  | Włochy          | 1     | 4      | 1    | 6     |
| 4.  | Holandia        | 1     | 0      | 1    | 2     |
| 5.  | Ukraina         | 1     | 0      | 0    | 1     |
| 6.  | Belgia          | 0     | 1      | 0    | 1     |
| 6.  | Chorwacja       | 0     | 1      | 0    | 1     |
| 6.  | Niemcy          | 0     | 1      | 0    | 1     |
| 9.  | Wielka Brytania | 0     | 0      | 2    | 2     |
| 10. | Gruzja          | 0     | 0      | 1    | 1     |

### Juniorzy
| Lp. | Państwo   | Złoto | Srebro | Brąz | Razem |
| 1.  | Rosja     | 2     | 1      | 1    | 4     |
| 2.  | Dania     | 2     | 0      | 0    | 2     |
| 3.  | Włochy    | 1     | 2      | 1    | 4     |
| 4.  | Słowenia  | 1     | 1      | 0    | 2     |
| 5.  | Francja   | 1     | 0      | 0    | 1     |
| 6.  | Ukraina   | 0     | 1      | 1    | 2     |
| 7.  | Chorwacja | 0     | 1      | 0    | 1     |
| 7.  | Turcja    | 0     | 1      | 0    | 1     |
| 9.  | Szwecja   | 0     | 0      | 2    | 2     |
| 10. | Czechy    | 0     | 0      | 1    | 1     |
| 10. | Niemcy    | 0     | 0      | 1    | 1     |